# Roman Szemraj
Roman Szemraj (ur. 5 listopada 1914 w Radomiu, zm. 12 sierpnia 1987 w Łodzi) – polski duchowny rzymskokatolicki, Generalny Dziekan ludowego Wojska Polskiego, jeden z „księży patriotów”.

## Życiorys
Był synem Walentego i Wiktorii. W 1933 wstąpił do Wyższego Seminarium Duchowne w Sandomierzu, święcenia kapłańskie przyjął 11 czerwca 1938, następnie pracował w Sandomierzu jako katecheta. W wojnie obronnej w 1939 służył jako kapelan w 45 Pułku Piechoty Strzelców Kresowych. W styczniu 1940 otrzymał nominację na wikariusza w parafii w Pawłowicach, której jednak nie przyjął, od września 1940 pracował jako prefekt w szkole w Radomiu, od lipca 1941 pracował jako wikariusz w Chotczy Dolnej, w 1942 powrócił do Radomia. W tym samym roku wstąpił do konspiracji i został kapelanem Obwodu Radom Związku Walki Zbrojnej, a następnie Armii Krajowej. W czasie Akcji „Burza” był kapelanem oddziałów partyzanckich. Przyjął pseudonim "Jastrząb", otrzymał stopień majora.
W 1945 wyjechał za zgodą swojego biskupa (Jana Kantego Lorka) na tzw. Ziemie Zachodnie, ale bez tej zgody zamiast w Jeleniej Górze podjął pracę w Grodkowie. W kwietniu 1946 został kapelanem Garnizonu Wojska Polskiego w Olsztynie, od stycznia 1947 do lutego 1947 był kapelanem stacjonującej w Kielcach 2 Warszawskiej Dywizji Piechoty. Od lutego 1947 był zastępcą, a od października 1947 do stycznia 1950 dziekanem w dowództwie Śląskiego Okręgu Wojskowego. W lipcu 1947 został awansowany na podpułkownika.
Był jednym księży redagujących czasopismo „Głos Kapłana”, ukazujące się za zgodą władz PRL od 1950. W lutym 1950 został zastępcą Generalnego Dziekana ludowego Wojska Polskiego, od tego samego miesiąca, aż do 1952 był sekretarzem Głównej Komisji Księży przy Związku Bojowników o Wolność i Demokrację. W lipcu 1950 został awansowany na pułkownika. Otwarcie poparł politykę władz PRL, za co w lutym 1951 otrzymał ostrzeżenie kanoniczne od biskupa Jana Kantego Lorka. W lutym 1951 został p.o. Generalnego Dziekana, w styczniu 1953 Generalnym Dziekanem ludowego Wojska Polskiego. Podczas Ogólnokrajowego Zjazdu Kół Księży w lutym 1952 w Warszawie zasiadł w Prezydium Głównej Komisji Księży. W 1953 został członkiem władz Komisji Duchownych i Świeckich Działaczy Katolickich przy Ogólnopolskim Komitecie Frontu Narodowego, która wchłonęła w lipcu 1955 Główną Komisję Księży, od 1960 członkiem Zarządu Głównego Kół Księży Caritas. W 1964 przeszedł na emeryturę.

## Działalność agenturalna
Według materiałów zgromadzonych w archiwum Instytutu Pamięci Narodowej był w latach 1947-1954 agentem (informatorem) Informacji Wojskowej  o pseudonimie „Roman”.

## Odznaczenia
- Krzyż Komandorski Orderu Odrodzenia Polski (1951, za zasługi położone w akcji walki o pokój)[5].
- Krzyż Kawalerski Orderu Odrodzenia Polski (1950, za zasługi w pracy społecznej)[6].
- Złoty Krzyż Zasługi (1954, za zasługi w pracy społecznej)[7].
- Srebrny Krzyż Zasługi (1947, za wybitne zasługi położone w obronie ładu i bezpieczeństwa w kraju)[8].
- Medal 10-lecia Polski Ludowej (1955)[9]
- Medal „Za udział w wojnie obronnej 1939” (1981)[10]